# Резолюция 9 на Съвета за сигурност на ООН
Резолюция 9 на Съвета за сигурност на ООН е приета с единодушие на 15 октомври 1946 г. Резолюцията признава правото на всяка държава, която не е страна по Статута на Международния съд, да пледира пред него.
С Резолюция 9 Съветът за сигурност дава права на всяка държава, която не е подписала Статута на Международния съд, да пледира пред Международния съд при условие, че съответната държава подаде заявление пред секретаря на Съда, в което заявление тя признава юрисдикцията на Съда, вменена му от Устава на ООН, от условията в Статута на Междунаодния съд и неговия регламент, и се ангажира да изпълни добросъвестно решението или решенията на Съда, както и да приеме всички задължения като член на Организацията на обединените нации, произтичащи от чл. 94 на Хартата на ООН.
Резолюцията определя два вида заявления, които съответната страна може да подаде за целта пред секретаря на Съда. Първият вид е частното заявление, с което страната признава юрисдикцията на Международния съд върху конкретния спор или група от спорове, които вече са възникнали. Вторият вид заявления са общите заявления, с които пледиращата държава признава юрисдикцията на съда върху всички видове спорове като цяло или само върху определена категория спорове, които вече са възникнали или могат да възникнат в бъдеще.